# Parathelphusa nitida
Parathelphusa nitida is een krabbensoort uit de familie van de Gecarcinucidae. De wetenschappelijke naam van de soort is voor het eerst geldig gepubliceerd in 1986 door Ng.